# Astracantha gummifera
Astracantha gummifera là một loài thực vật có hoa trong họ Đậu. Loài này được (Labill.) Podlech miêu tả khoa học đầu tiên.